# Château de la Boissonnade
Le château de la Boissonnade est une demeure du XIIe siècle, remanié aux XVe et XIXe siècles, qui se dresse sur le territoire de la commune française de Laguiole, dans le département de l'Aveyron, en région Occitanie.

## Localisation
Le château est situé à 2 km au nord-ouest de la commune de Laguiole, dans le département français de l'Aveyron.

## Historique
Le château est cité en 1437.
L'édifice est inscrit au titre des monuments historiques en 1928.

## Description
Le château se présente sous la forme d'un logis rectangulaire, flanqué d'un côté par un donjon carré surmonté de mâchicoulis et de l'autre par une tourelle ronde d'escalier.